# Gallatin (hardware)
Gallatin era il nome in codice del successore del core Foster alla base della CPU Intel Xeon MP per sistemi multiprocessore, presentato a fine 2002.
Con il predecessore Foster Intel aveva creato il marchio Xeon (le generazioni precedenti abbinavano ancora al nome Xeon il nome del processore desktop dal quale derivavano) e aveva utilizzato lo stesso core sia per le varianti destinate ai sistemi biprocessore, sia a quelle destinate ai server multiprocessore. Con Gallatin, e la sua controparte Prestonia per i sistemi a 2 sole vie, Intel cominciò a proporre progetti differenti per le 2 fasce di mercato.
Il core Gallatin inoltre è stato utilizzato anche al di fuori dell'ambito server, come base per i primi Pentium 4 Extreme Edition, ovvero particolari versioni di fascia alta per il mercato desktop destinato agli utenti più esigenti.

## Caratteristiche tecniche

### Processo produttivo
Come il predecessore, anche Gallatin era basato sull'architettura NetBurst del Pentium 4, ma mentre Foster derivava dal progetto Willamette, Gallatin derivava, al pari della controparte per i sistemi biprocessore, Prestonia, dal suo successore Northwood. In questo caso quindi, venne utilizzato il processo produttivo a 130 nm con interconnessioni in rame invece che in alluminio che permise, tra le altre cose, di diminuire il voltaggio di alimentazione, e raddoppiare la cache L2 portandola a 512 KB, mentre il bus e il socket rimasero gli stessi del predecessore, vale a dire 400 MHz per il BUS e Socket 604 per la connessione alla scheda madre, per quanto riguardava le versioni destinate all'ambito server, mentre per quelle commercializzate come Pentium 4 Extreme Edition vennero utilizzati sia il Socket 478 che l'LGA 775, e in quest'ultima versione il BUS venne portato fino a 1066 MHz.

#### Ottimizzazioni successive del processo produttivo
Una piccola curiosità riguarda il fatto che dal 13 aprile 2004, Intel iniziò a fabbricare il core Gallatin utilizzando un processo che aggiungeva 2 strati metallici al core del processore, passando da 6 a 8. Tale scelta doveva consentire, almeno sulla carta, di migliorare la resa produttiva così da ottenere un volume più elevato di core funzionanti per ogni wafer. Le rese produttive dei processori Pentium 4 Extreme Edition, infatti, fin dal debutto non furono mai particolarmente elevate con la conseguente difficoltà di approvvigionamento da parte dei produttori di sistemi.

#### Gallatin-4M
Agli inizi di marzo 2004, Intel presentò un sostanziale aggiornamento del progetto Gallatin al fine di offrire sempre più potenza elaborativa anche nel settore dei server a 32 bit; la nuova versione del core Gallatin portava con sé una dotazione di cache L3 di ben 4 MB con BUS a 533 MHz e che proprio per questo venne chiamata Gallatin-4M. Il primo esemplare aveva un clock di 3,06 GHz (al costo di 3692 $), aveva un voltaggio di alimentazione innalzato a 1,5 V contro 1,475 V della versione originale e raggiungeva gli 85° di temperatura; era affiancato anche da versioni a 2,7 GHz (1980 $) e 2,2 GHz (1177 $), queste ultime però ancora con "soli" 2 MB di cache L3 e temperatura più contenuta intorno ai 65°; esisteva anche una versione a 3 GHz con il tradizionale BUS a 400 MHz.

### Tecnologie implementate
Derivando dal Pentium 4, anche Gallatin implementava una serie di tecnologie già presenti nel mondo desktop, offrendo quindi pieno supporto alle istruzioni MMX, SSE e SSE2 ma non alle estensioni a 64 bit EM64T, arrivate nel mondo Xeon solo con Nocona (per i sistemi DP) e Potomac, successore di Gallatin dalla fine di marzo 2005. La vera novità a livello di tecnologie integrate era l'introduzione della tecnologia Hyper-Threading (integrata per la prima volta nella controparte biprocessore di Gallatin, Prestonia, pochi mesi prima), destinata ad avere molto successo nei successivi processori Intel.

#### Principi dell'Hyper-Threading
Il principio base della tecnologia Hyper-Threading è quello di aumentare il parallelismo della CPU in modo che il sistema operativo "veda" ogni singola CPU presente nel sistema come se fosse costituita da 2 processori distinti. Per ottenere questo scopo, all'interno del processore vengono replicate alcune aree che in particolari condizioni possono funzionare contemporaneamente eseguendo quindi un numero maggiore di operazioni per ogni ciclo di clock.

## Modelli arrivati sul mercato
La tabella seguente mostra i modelli di Xeon e Pentium 4 Extreme Edition, basati sul core Gallatin, arrivati sul mercato. Molti di questi condividono caratteristiche comuni pur essendo basati su diversi core; per questo motivo, allo scopo di rendere maggiormente evidente tali affinità e "alleggerire" la visualizzazione alcune colonne mostrano un valore comune a più righe. Di seguito anche una legenda dei termini (alcuni abbreviati) usati per l'intestazione delle colonne:
- Nome Commerciale: si intende il nome con cui è stato immesso in commercio quel particolare esemplare.
- Data: si intende la data di immissione sul mercato di quel particolare esemplare.
- Socket: lo zoccolo della scheda madre in cui viene inserito il processore. In questo caso il numero rappresenta oltre al nome anche il numero dei pin di contatto.
- N°Core: si intende il numero di core montati sul package: 1 se "single core" o 2 se "dual core".
- Clock: la frequenza di funzionamento del processore.
- Molt.: sta per "Moltiplicatore" ovvero il fattore di moltiplicazione per il quale bisogna moltiplicare la frequenza di bus per ottenere la frequenza del processore.
- Pr.Prod.: sta per "Processo produttivo" e indica tipicamente la dimensione dei gate dei transistors (180 nm, 130 nm, 90 nm) e il numero di transistor integrati nel processore espresso in milioni.
- Voltag.: sta per "Voltaggio" e indica la tensione di alimentazione del processore.
- Watt: si intende il consumo massimo di quel particolare esemplare.
- Bus: frequenza del bus di sistema.
- Cache: dimensione delle cache di 1º e 2º livello.
- XD: sta per "XD-bit" e indica l'implementazione della tecnologia di sicurezza che evita l'esecuzione di codice malevolo sul computer.
- 64: sta per "EM64T" e indica l'implementazione della tecnologia a 64 bit di Intel.
- HT: sta per "Hyper-Threading" e indica l'implementazione della esclusiva tecnologia Intel che consente al sistema operativo di vedere 2 core logici.
- ST: sta per "SpeedStep Technology" ovvero la tecnologia di risparmio energetico sviluppata da Intel e inserita negli ultimi Pentium 4 Prescott serie 6xx per contenere il consumo massimo.
- VT: sta per "Vanderpool Technology", la tecnologia di virtualizzazione che rende possibile l'esecuzione simultanea di più sistemi operativi differenti contemporaneamente.

| Xeon MP                   | Xeon MP     | Xeon MP | Xeon MP | Xeon MP  | Xeon MP | Xeon MP         | Xeon MP | Xeon MP | Xeon MP  | Xeon MP                | Xeon MP | Xeon MP | Xeon MP | Xeon MP | Xeon MP | Xeon MP |
| Nome Commerciale          | Data        | Socket  | N°Core  | Clock    | Molt.   | Pr.Prod.        | Voltag. | Watt    | Bus      | Cache                  | XD      | 64      | HT      | ST      | VT      |         |
| ------------------------- | ----------- | ------- | ------- | -------- | ------- | --------------- | ------- | ------- | -------- | ---------------------- | ------- | ------- | ------- | ------- | ------- | ------- |
| Xeon MP 1,5 GHz           | 4/nov/2002  | 604     | 1       | 1,5 GHz  | 15x     | 130 nm 116 mil. | 1,475 V | 48 W    | 400 MHz  | L1=8KB L2=512KB L3=1MB | No      | No      | Sì      | No      | No      |         |
| Xeon MP 1,9 GHz           | 4/nov/2002  | 604     | 1       | 1,9 GHz  | 19x     | 130 nm 116 mil. | 1,475 V | 55 W    | 400 MHz  | L1=8KB L2=512KB L3=1MB | No      | No      | Sì      | No      | No      |         |
| Xeon MP 2,0 GHz           | 4/nov/2002  | 604     | 1       | 2,0 GHz  | 20x     | 130 nm 178 mil. | 1,475 V | 57 W    | 400 MHz  | L1=8KB L2=512KB L3=2MB | No      | No      | Sì      | No      | No      |         |
| Xeon MP 2,0 GHz           | 30/giu/2003 | 604     | 1       | 2,0 GHz  | 20x     | 130 nm 116 mil. | 1,475 V | 57 W    | 400 MHz  | L1=8KB L2=512KB L3=1MB | No      | No      | Sì      | No      | No      |         |
| Xeon MP 2,5 GHz           | 30/giu/2003 | 604     | 1       | 2,5 GHz  | 25x     | 130 nm 116 mil. | 1,475 V | 66 W    | 400 MHz  | L1=8KB L2=512KB L3=1MB | No      | No      | Sì      | No      | No      |         |
| Xeon MP 2,8 GHz           | 30/giu/2003 | 604     | 1       | 2,8 GHz  | 28x     | 130 nm 178 mil. | 1,475 V | 72 W    | 400 MHz  | L1=8KB L2=512KB L3=2MB | No      | No      | Sì      | No      | No      |         |
| Xeon MP 2,2 GHz           | 2/mar/2004  | 604     | 1       | 2,2 GHz  | 22x     | 130 nm 178 mil. | 1,475 V | 65 W    | 533 MHz  | L1=8KB L2=512KB L3=2MB | No      | No      | Sì      | No      | No      |         |
| Xeon MP 2,7 GHz           | 2/mar/2004  | 604     | 1       | 2,7 GHz  | 27x     | 130 nm 178 mil. | 1,475 V | 80 W    | 533 MHz  | L1=8KB L2=512KB L3=2MB | No      | No      | Sì      | No      | No      |         |
| Xeon MP 3,06 GHz          | 2/mar/2004  | 604     | 1       | 3,06 GHz | 30x     | 130 nm 327 mil. | 1,5 V   | 85 W    | 533 MHz  | L1=8KB L2=512KB L3=4MB | No      | No      | Sì      | No      | No      |         |
| Pentium 4 Extreme Edition |             |         |         |          |         |                 |         |         |          |                        |         |         |         |         |         |         |
| Pentium 4 3,2 GHz EE      | 3/nov/2003  | 478     | 1       | 3,2 GHz  | 16x     | 130 nm 178 mil. | 1,55 V  | 92 W    | 800 MHz  | L1=8KB L2=512KB L3=2MB | No      | No      | Sì      | No      | No      |         |
| Pentium 4 3,4 GHz EE      | 2/feb/2004  | 478     | 1       | 3,4 GHz  | 17x     | 130 nm 178 mil. | 1,6 V   | 103 W   | 800 MHz  | L1=8KB L2=512KB L3=2MB | No      | No      | Sì      | No      | No      |         |
| Pentium 4 3,4 GHz EE      | 21/giu/2004 | 775     | 1       | 3,4 GHz  | 17x     | 130 nm 178 mil. | 1,6 V   | 110 W   | 800 MHz  | L1=8KB L2=512KB L3=2MB | No      | No      | Sì      | No      | No      |         |
| Pentium 4 3,46 GHz EE     | 15/nov/2004 | 775     | 1       | 3,46 GHz | 13x     | 130 nm 178 mil. | 1,6 V   | 111 W   | 1066 MHz | L1=8KB L2=512KB L3=2MB | No      | No      | Sì      | No      | No      |         |

Nota: la tabella soprastante è un estratto di quelle complete contenute nelle pagine dello Xeon e del Pentium 4 Extreme Edition.

## Il successore
Il 29 marzo 2005 Intel presentò Potomac, l'ultima CPU Xeon MP single core. Rispetto a Gallatin includeva una cache L3 maggiorata con modelli da 4 MB e altri da 8 MB, processo produttivo a 90 nm, estensioni EM64T, BUS a 667 MHz e tecnologia di sicurezza XD-bit.